# Cameron Mitchell
Cameron Mitchell, właśc. Cameron MacDowell Mitzel (ur. 4 listopada 1918 w Dallastown w Pensylwanii, zm. 6 lipca 1994 w Pacific Palisades w Kalifornii) – amerykański aktor filmowy i telewizyjny.

## Życiorys
Urodził się jako Cameron McDowell Mitzell w Dallastown w hrabstwie York w stanie Pensylwania jako jedno z siedmiorga dzieci ks. Charlesa Michaela Mitzella i Kathryn Isabella Ehrhart Mitzell, którzy byli pochodzenia szkockiego i niemieckiego. W 1921 roku wraz z rodziną przeniósł się do Chicora w Pensylwanii, kiedy jego ojciec został przyjęty jako pastor Kościoła Reformowanego św. Jana w Butler w Pensylwanii i dorastał w Shrewsbury w Pensylwanii. W 1936 roku ukończył liceum Greenwood High School w Millerstown, w stanie Pensylwania.
Pomiędzy pierwszą a drugą wojną światową, jako młody aktor był związany z National Theater Company tworzony przez Alfreda Lunta i Lynn Fontanne. W 1934 roku pojawił się na Broadwayu w komedii szekspirowskiej Poskromienie złośnicy, a potem także w spektaklach: Trojanki (1940), Listopadowi ludzie (1977), Southern Exposure (1950) i Śmierć komiwojażera (1948).
W czasie II wojny światowej służył jako bombardier z United States Army Air Forces i przez krótki okres bił się z myślami o zostaniu profesjonalnym piłkarzem; rzekomo miał podpisany kontrakt z Detroit Tigers aż do śmierci.
W 1945 roku podpisał kontrakt z MGM. Debiutował jako podporucznik marynarki George Cross w dramacie wojennym Johna Forda Ci, których przewidziano na straty (They Were Expendable, 1945) u boku Roberta Montgomery i Johna Wayne’a. W 1951 podpisał długoterminowy kontrakt z 20th Century Fox.
W latach pięćdziesiątych XX wieku Mitchell grał sympatycznych bohaterów, skromny biznesmen w komedii Jak poślubić milionera (1953) czy Jigger Craigin w musicalu Henry’ego Kinga Carousel (1956). Jego najlepszym występem, zdaniem fanów i krytyków, była postać Barneya Rossa, boksera uzależnionego od narkotyków w dramacie biograficznym André de Toth Małpa na plecach (Monkey on My Back, 1957) u boku Brada Harrisa i Kathy Garver. Począwszy od lat sześćdziesiątych, Mitchell sprytnie ukrywał się przed Internal Revenue Service, występując w kilkudziesięciu hiszpańskich i włoskich filmach, z których tylko kilka z nich zostało wydanych w Stanach Zjednoczonych.
Użyczył głos postaci Jezusa w dramacie historycznym Henry’ego Kostera Szata (The Robe, 1953).
17 sierpnia 1940 poślubił Joannę Camille Janclaire, z którą miał trzech synów: Camerona Jr. (ur. 4 lipca 1941) Charlesa 'Chipa' (ur. 1951) i Freda (zm. 1998) i córkę Camille (ur. 1 marca 1954). 3 maja 1960 rozwiedli się. 15 czerwca 1957 ożenił się z Lissą Jacobs Gertz, z którą miał trójkę dzieci: Jake’a , Jono i Kate. 23 lutego 1974 doszło do rozwodu. 9 maja 1973 poślubił Margaret Brock Johnson Mozingo, 19 listopada 1976 ich małżeństwo zostało anulowane.
Zmarł 6 lipca 1994 w Pacific Palisades na raka płuc w wieku 75 lat.

## Filmografia

### Filmy fabularne
- 1948: Powrót jako sierżant Monkevickz
- 1949: Decyzja na komendę jako bombardier USAAF
- 1951: Śmierć komiwojażera jako Happy Loman
- 1952: Les Misérables jako Marius
- 1953: Jak poślubić milionera jako Tom Brookman
- 1953: Szata (The Robe) jako Jezus Chrystus (głos)
- 1954: Desirée jako Józef Bonaparte
- 1954: Ogród zła jako Luke
- 1955: Dwaj z Teksasu jako Clint Allison
- 1955: Kochaj albo odejdź jako Johnny Alderman
- 1962: Giulio Cesare, il conquistatore delle Gallie jako Juliusz Cezar
- 1964: Sześć kobiet dla zabójcy (Sei donne per l’assassino) jako Max Marian
- 1965: Niesłusznie oskarżeni jako Vern
- 1967: Hombre jako Frank Braden
- 1978: Rój jako generał Thompson
- 1978: The Toolbox Murders jako Vance Kingsley
- 1982: Mój najlepszy rok jako Karl "Boss" Rojeck
- 1995: Jack-O jako dr Cadaver

### Seriale TV
- 1959: Nietykalni (The Untouchables) jako Johnny Paycheck
- 1960: Bonanza jako Fredrick Kyle
- 1972: Ironside jako Graham
- 1974: Hawaii Five-O jako Bowman
- 1974: Ironside jako Kincaid
- 1974: Gunsmoke jako Chauncey Demon
- 1974: Aniołki Charliego jako Frank Desmond
- 1979: Hawaii Five-O jako Tom Riorden
- 1980: Aniołki Charliego jako Tom Granger
- 1981: Magnum jako kapitan Charles Cathcart, U.S.N. Retired
- 1984: Nieustraszony jako Bernie Mitchell
- 1984: Hardcastle i McCormick jako major Broadmore
- 1985: Napisała: Morderstwo jako dr Aaron Kramer
- 1987: Matlock jako Lane Lockletter